# 1-й армійський корпус (Україна)
1-й армійський корпус (1 АК) — оперативно-тактичне об'єднання Сухопутних військ Збройних Сил України, що існувало у 1992—1996 роках.

## Історія
Після розпаду Радянського Союзу 1-ша гвардійська загальновійськова армія увійла до складу Збройних Сил України. З 1993 року по 1996 рік — 1-й армійський корпус Збройних Сил України.
В 1992 році Національній гвардії України була передана для формування авіаційної компоненти 318-та окрема вертолітна ескадрилья, бойові вертольоти якої були єдиними не лише в з'єднанні, а й в усьому Київському військовому окрузі.
В 1996 році на базі 1-го армійського корпусу було сформовано Північне оперативно-територіальне командування з органами управління в Чернігові. В 1998 році переформоване в Північне оперативне командування.

## Структура
1-й АК станом на 1992 рік:
| №  |  | Назва частини                                                       | ВЧ     | Місце дислокації                       | Підпорядковані окремі підрозділи |
| -- |  | ------------------------------------------------------------------- | ------ | -------------------------------------- | --- |
| 1  |  | 123 ракетна бригада                                                 | 67689  | Сумська область м. Конотоп             | |
| 2  |  | 108 зенітна ракетна бригада                                         | 36836  | м. Золотоноша Черкаська область        | - 1656 окремий зенітний ракетний дивізіон |
| 3  |  | 71 артилерійський полк                                              | 83799  | м. Фастів Київська область             | |
| 4  |  | 976 протитанковий артилерійський полк                               | 33991  | м. Фастів Київська область             | |
| 5  |  | 961 реактивний артилерійський полк                                  | 02104  | м. Фастів Київська область             | |
| 6  |  | 30 окрема змішана авіаційна ескадрилья                              | 12382  | смт. Гончарівське Чернігівська область | |
| 7  |  | 30 окремий полк зв'язку                                             | 59261  | м. Чернігів Чернігівська область       | |
| 8  |  | 92 окремий радіотехнічний батальйон ППО                             |        | м. Чернігів Чернігівська область       | |
| 9  |  | 417 окремий інженерно-саперний батальйон                            | 26760  | м. Чернігів Чернігівська область       | |
| 10 |  | 832 окремий батальйон засічки та розвідки                           | 71515  | м. Чернігів Чернігівська область       | |
| 11 |  | 102 бригада матеріального забезпечення                              | 36784  | м. Чернігів Чернігівська область       | |
| 12 |  | 6298 база зберігання майна (41 гв. ТД)                              | 43128  | м. Черкаси Черкаська область           | |
| 13 |  | 4214 база зберігання озброєння та техніки (7 гв. ТД + БЗОТ 200 МСД) | 18626  | м. Пирятин Полтавська область          | |
| 14 |  | 5193-тя база зберігання озброєння та техніки (204 МСД)              | 05780  | м. Умань Черкаська область             | |
| 15 |  | 5001 база зберігання озброєння та техніки (47 МСД + 39 гв. МСД)     | 68180  | м. Конотоп Сумська область             | |
| 16 |  | 25 механізована дивізія                                             | 03304  | м. Лубни Полтавська область            | - 132 гв. механізований полк - 136 гв. механізований полк - 426 гв. механізований полк - 280 танковий полк - 53 гв. артилерійський полк - 1175 зенітний ракетний полк - 130 окремий розвідувальний батальйон - 34 окремий батальйон зв'язку - 28 окремий інженерно-саперний батальйон - 1090 окремий батальйон матеріального забезпечення - 350 окремий ремонтно-відновлювальний батальйон                                                                                     |
| 17 |  | 72-га механізована дивізія                                          | 07224  | м. Біла Церква, Київська область       | - 222 гв. механізований полк - 224 гв. механізований полк - 229 гв. механізований полк - 292 гв. танковий полк, смт. Гончарівське - 155 гв. самохідний артилерійський полк - 1129 зенітний ракетний полк - 1345 окремий протитанковий артилерійський дивізіон - 117 окремий розвідувальний батальйон - 538 окремий батальйон зв'язку - 220 окремий інженерно-саперний батальйон - 892 окремий батальйон тилового забезпечення - 280 окремий ремонтно-відновлювальний батальйон |
| 18 |  | 314 окремий батальйон охорони та обслуговування                     | 06667? | м. Чернігів Чернігівська область       | * 55 окрема рота охорони та обслуговування |
| 19 |  | 367 вузол зв'язку                                                   | 11705  | м. Чернігів Чернігівська область       | |
| 20 |  | 307 окремий батальйон радіоелектронної боротьби                     |        | м. Чернігів Чернігівська область       | |
| 21 |  | 161 окрема ескадрилья безпілотних засобів розвідки                  | 19812  | смт. Гончарівське Чернігівська область | |
| 22 |  | 48 окремий батальйон хімічного захисту                              | 77017  | смт. Гончарівське Чернігівська область | |
| 23 |  | 147 окремий ремонтно-відновлювальний батальйон                      | 77855  | смт. Гончарівське Чернігівська область | |
| 24 |  | 162-га ракетна бригада                                              | 54232  | м. Біла Церква, Київська область       | |
| 25 |  | 761-й розвідувальний артилерійський полк                            |        | м. Кременчук, Полтавська область       | |
| 26 |  | 720-й переправно-десантний батальйон                                | 38364  | м. Охтирка, Сумська область            | |
| 27 |  | 281-ша гарматна артилерійська бригада                               | 32827  | м. Дівички, Київська область           | |

## Командування
- (1993—1994) генерал-лейтенант Гудим Віктор Миколайович[4]
- (02.1994—04.1996) генерал-лейтенант Колотов Віктор Миколайович[5]